# Rakuski Przechód
Rakuski Przechód lub Rakuska Przełączka Wyżnia (słow. Sedlo pod Svišťovkou, 2023 m) – przełęcz w Tatrach Wysokich na Słowacji, w końcowym fragmencie długiej południowo-wschodniej grani Wyżniego Baraniego Zwornika. Dokładniej znajduje się w długiej grani opadającej na północny wschód z Małego Kieżmarskiego Szczytu. Przełęcz oddziela Rakuską Czubę (Veľka Svišťovka) na północnym wschodzie od Rakuskiej Kopy (Svišťov hrb) na zachodzie i należy wraz z tymi szczytami do odcinka nazywanego Rakuską Granią.

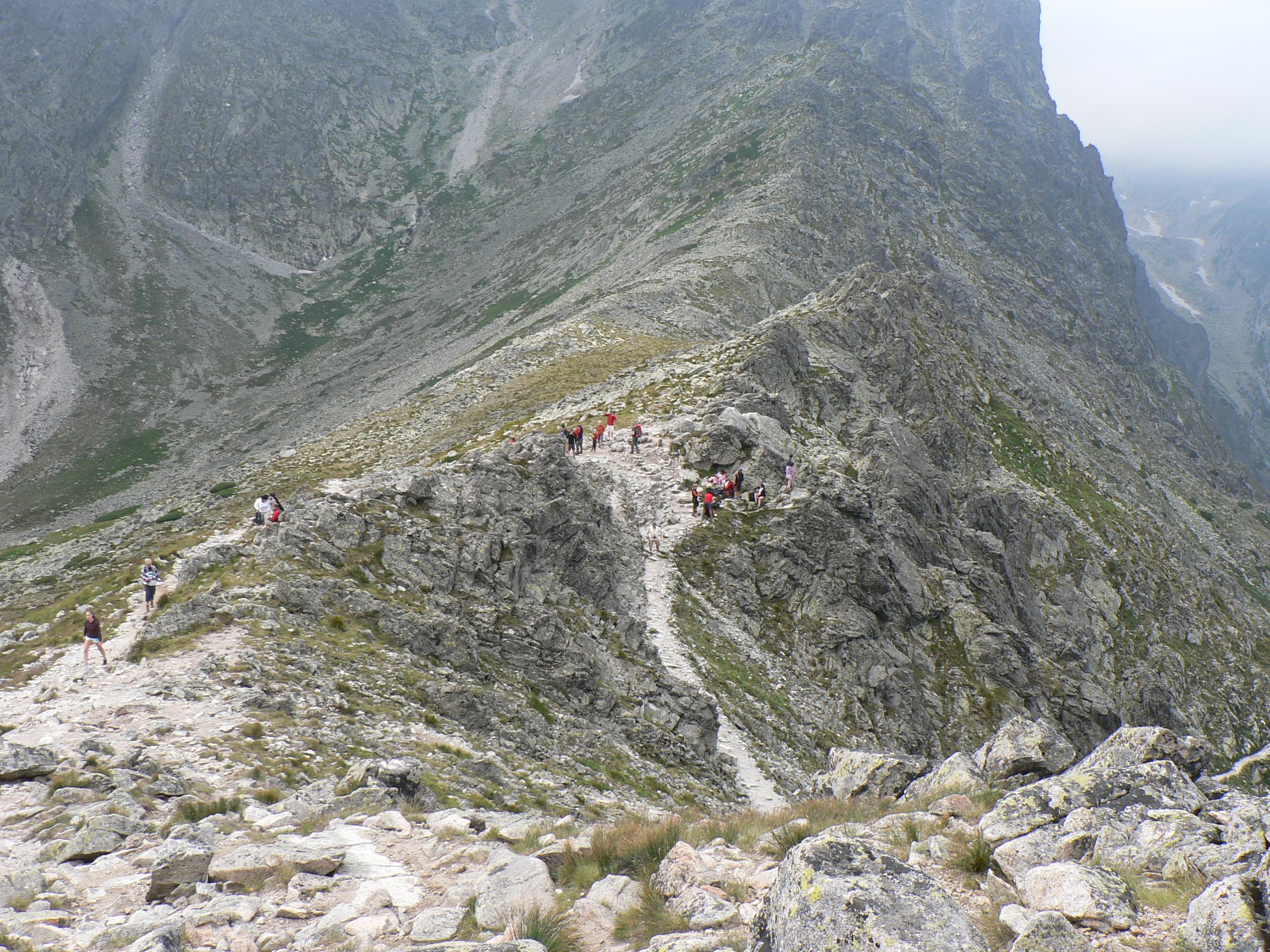
Rakuski Przechód z Rakuskiej Czuby

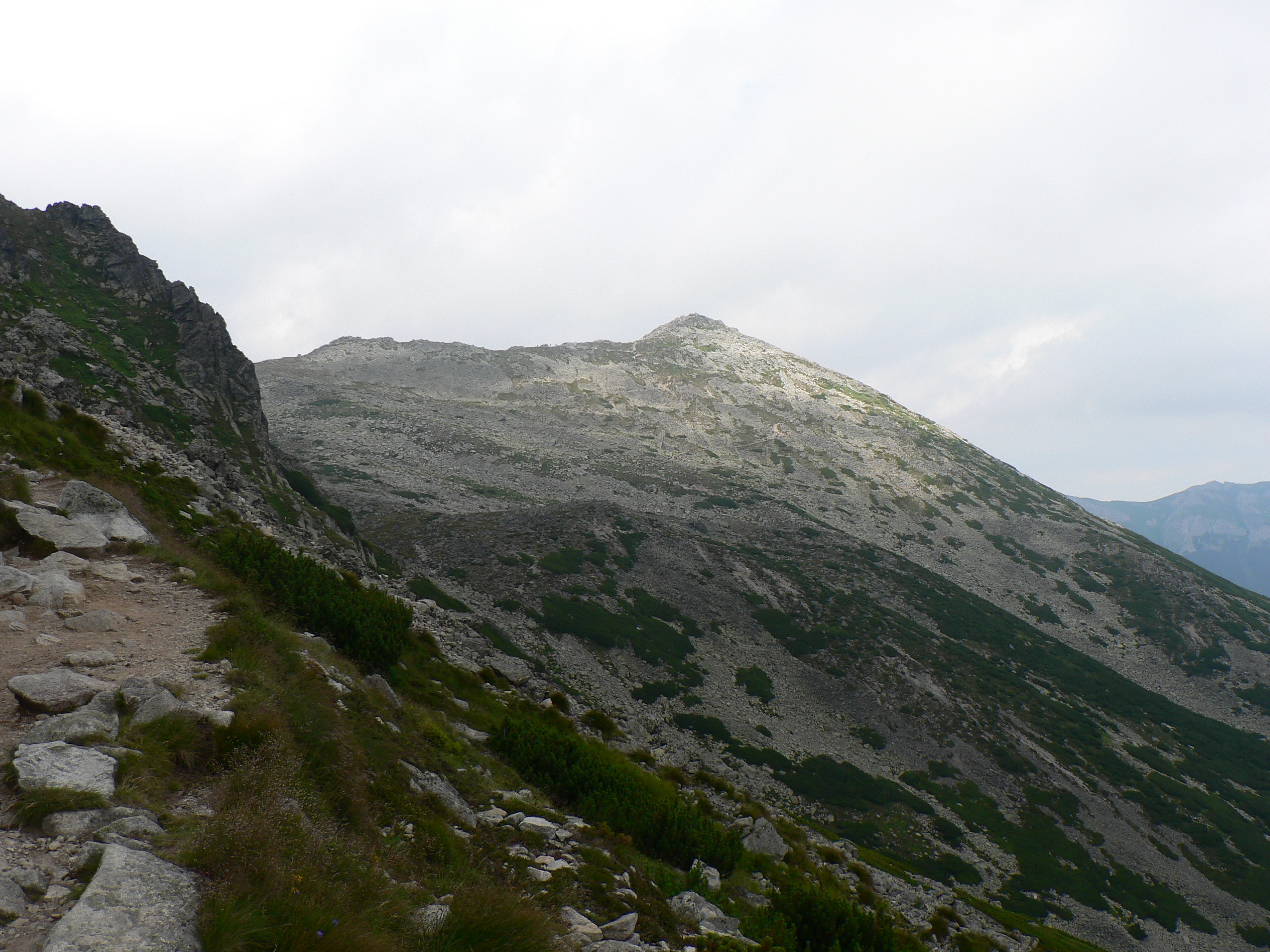
Rakuski Przechód i Rakuska Czuba od strony Świstówki Huncowskiej

Rakuski Przechód jest jedną z dwóch płytkich, trawiasto-piarżystych przełęczy położonych w Rakuskiej Grani pomiędzy masywem Małego Kieżmarskiego Szczytu a Rakuską Czubą. Drugą z nich jest Rakuska Przełęcz, położona niżej i dalej na zachodzie, pomiędzy Rakuską Kopą a Złotą Czubą. Te przełęcze i szczyty oddzielają od siebie środkowe części Świstówki Huncowskiej (Huncovská kotlinka) od Doliny Zielonej Kieżmarskiej (dolina Zeleného plesa), czyli górne piętra Doliny Huncowskiej i Doliny Kieżmarskiej. Z Rakuskiej Przełęczy do Doliny Zielonej Kieżmarskiej opada stromy Zadni Lendacki Żleb, z Rakuskiego Przechodu zaś Skrajny Lendacki Żleb. Pomiędzy żlebami znajduje się Lendacka Ubocz, płaska grzęda o szerokim trawiastym zboczu. Z przełęczy i całej grani rozlegają się widoki na Dolinę Kieżmarską i Tatry Bielskie.
Przez przełęcz (tę, a nie przez pobliską Rakuską Przełęcz, jak się niekiedy błędnie podaje) jest poprowadzony szlak Magistrali Tatrzańskiej, prowadzący z Doliny Łomnickiej, a z przełęczy w dół Skrajnym Lendackim Żlebem i Lendacką Uboczą do Doliny Zielonej Kieżmarskiej. Drogi przez obie przełęcze są ważnym połączeniem sąsiednich dolin także dla taterników – prowadzą tędy najłatwiejsze szlaki zejściowe z masywu Kieżmarskich Szczytów. Przejście granią pomiędzy Rakuską Przełęczą a Rakuskim Przechodem jest proste i zajmuje ok. 10 min. Dawniej na Rakuski Przechód prowadził też znakowany żółto szlak z Niżniej Rakuskiej Przełęczy trawersujący szczyt Rakuskiej Czuby. Zimą dogodne jest wejście od strony Doliny Huncowskiej i Doliny Łomnickiej, natomiast teren po stronie Doliny Kieżmarskiej jest zagrożony lawinami, także na Magistrali Tatrzańskiej.
Nazwy siodła pochodzą od Rakuskiej Czuby. Polska nazwa tych i innych sąsiednich obiektów wywodzi się od wsi Rakusy (Rakúsy).
Rakuski Przechód był odwiedzany od dawna (co najmniej od początku XVII wieku).

## Szlaki turystyczne
– znakowana czerwono Magistrala Tatrzańska z Doliny Łomnickiej przez Huncowską Ubocz na Rakuski Przechód, z przełęczy w dół nad Zielony Staw Kieżmarski.
- Czas przejścia od Schroniska Łomnickiego na Rakuski Przechód: 1:20 h w obie strony
- Czas przejścia z przełęczy do schroniska nad Zielonym Stawem: 45 min, ↑ 1:35 h